# Aphelenchoididae
Aphelenchoididae – rodzina nicieni.
Do tej rodziny zaliczane są następujące rodzaje nicieni:
- Anomyctus
- Aphelenchoides
- Bursaphelenchus
- Laimaphelenchus
- Seinura